# Mjertyn Moń
Mjertyn Moń, deutsch: Martin Moyn (* 24. Januar 1848 in Turnow, Niederlausitz; † 4. September 1905 in Eisleben), war ein niedersorbischer Lehrer, Volkskundler und Sprachwissenschaftler.

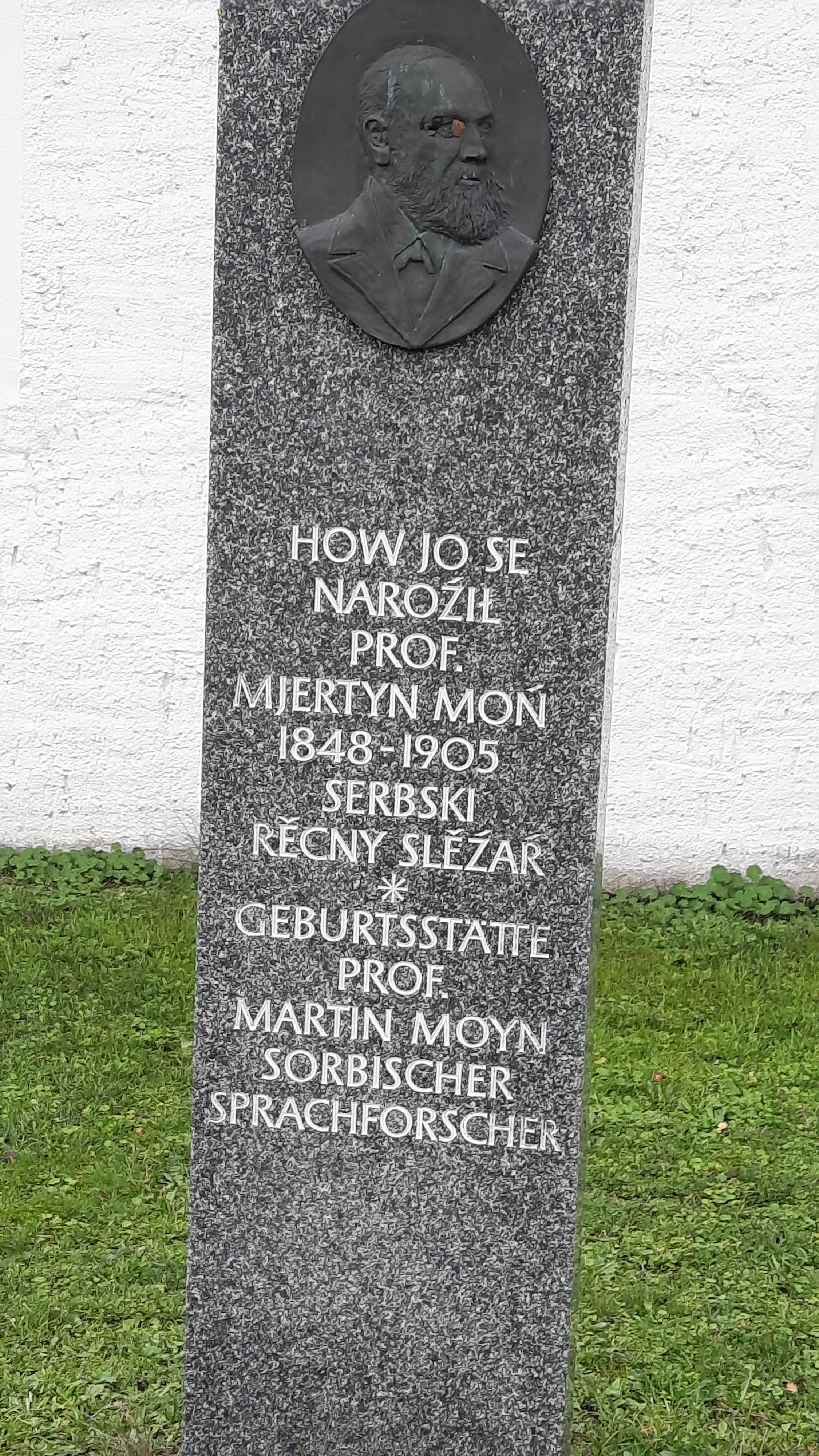
Gedenkstein im Geburtsort Turnow

## Leben
Der Sohn des Bauern Hanzo Moń aus Turnow bei Peitz besuchte nach der Konfirmation das Friedrich-Wilhelm-Gymnasium in Cottbus bis zum Sommer 1870. Einer seiner Mitschüler war der 1913 in den Adelsstand erhobene General Bruno von Mudra. Er studierte Klassische Philologie in Leipzig sowie ab dem Wintersemester 1872/1873 in Halle und legte dort im Oktober 1875 das Examen ab. Mit Beginn des Wintersemesters 1875 trat er sein Probejahr als wissenschaftlicher Hilfslehrer am Gymnasium in Seehausen in der Altmark an. Daran anschließend nahm er 1876 eine Stelle in Eisleben als fünfter ordentlicher Lehrer an der städtischen höheren Bürgerschule unter Julius Wilhelm Otto Richter an. Er blieb beinahe 30 Jahre lang Lehrer in Eisleben, bis er im September 1905 im Alter von 57 Jahren verstarb.
Sein Sohn Ernst Moyn (* 3. September 1878), der das Martin-Luther-Gymnasium Eisleben besucht hatte, erhielt im Ersten Weltkrieg im Rang eines Hauptmanns in einem Pionierbataillon als erster Eislebener das Eiserne Kreuz 1. Klasse. Er starb am 12. Dezember 1945 als Oberst a. D. und Studienrat.
In Turnow erinnern der Martin-Moyn-Ring sowie seit 2001 eine Tafel an seinem Geburtshaus an ihn.

## Wissenschaftliche Tätigkeit
In den Ferien wanderte Mjertyn Moń ähnlich wie Arnošt Muka durch die Niederlausitz und führte dabei ein Reisetagebuch. Er notierte volkskundliche und sprachliche Besonderheiten wie auch kritische Beobachtungen der politischen und gesellschaftlichen Umstände. Unter anderem dokumentierte er so auch die niedersorbische Sprache in den Dörfern um Plessa, einer Region die Muka in den 1880er Jahren bereits für eingedeutscht hielt.
Er gehörte 1880 zu den Mitbegründern der Maśica Serbska, dem Niederlausitzer Ableger der sorbischen wissenschaftlichen Gesellschaft Maćica Serbska. Im Jahr 1883 trat er auch der Oberlausitzer Muttergesellschaft bei.
Der Leipziger Slawistikprofessor August Leskien empfahl der Jablonowskischen Gesellschaft als Preisfrage für das Jahr 1886 die Ausarbeitung einer niedersorbischen Grammatik. Mjertyn Moń war einer von zwei Einreichenden. Trotz guter Bewertung konnte er sich nicht gegen die seit einigen Jahren in Ausarbeitung befindliche Einreichung Arnošt Mukas durchsetzen, sodass jener die 1000 Mark Preisgeld erhielt.
Einige kleinere Veröffentlichungen hatte er im Casnik. Postum erschienen 1907 zwei Beiträge durch Arnošt Muka im 60. Band der Časopis Maćicy Serbskeje (ČMS), der wissenschaftlichen Zeitschrift der Maćica Serbska. Weitere Auseinandersetzung mit seinem zumeist handschriftlichen Nachlass gab es ab der Zeit der DDR.

## Belege und Weiterführendes

### Schriften
- Ludowe pěsnje, spěwy a rěče z Turnowa a Drěnowa. In: Časopis Maćicy Serbskeje 60 (1907), S. 55–73
- Dolnoserbske rostlinske mjenja. In: Časopis Maćicy Serbskeje 60 (1907), S. 122–136